# Oostenrijk op het Eurovisiesongfestival 2019

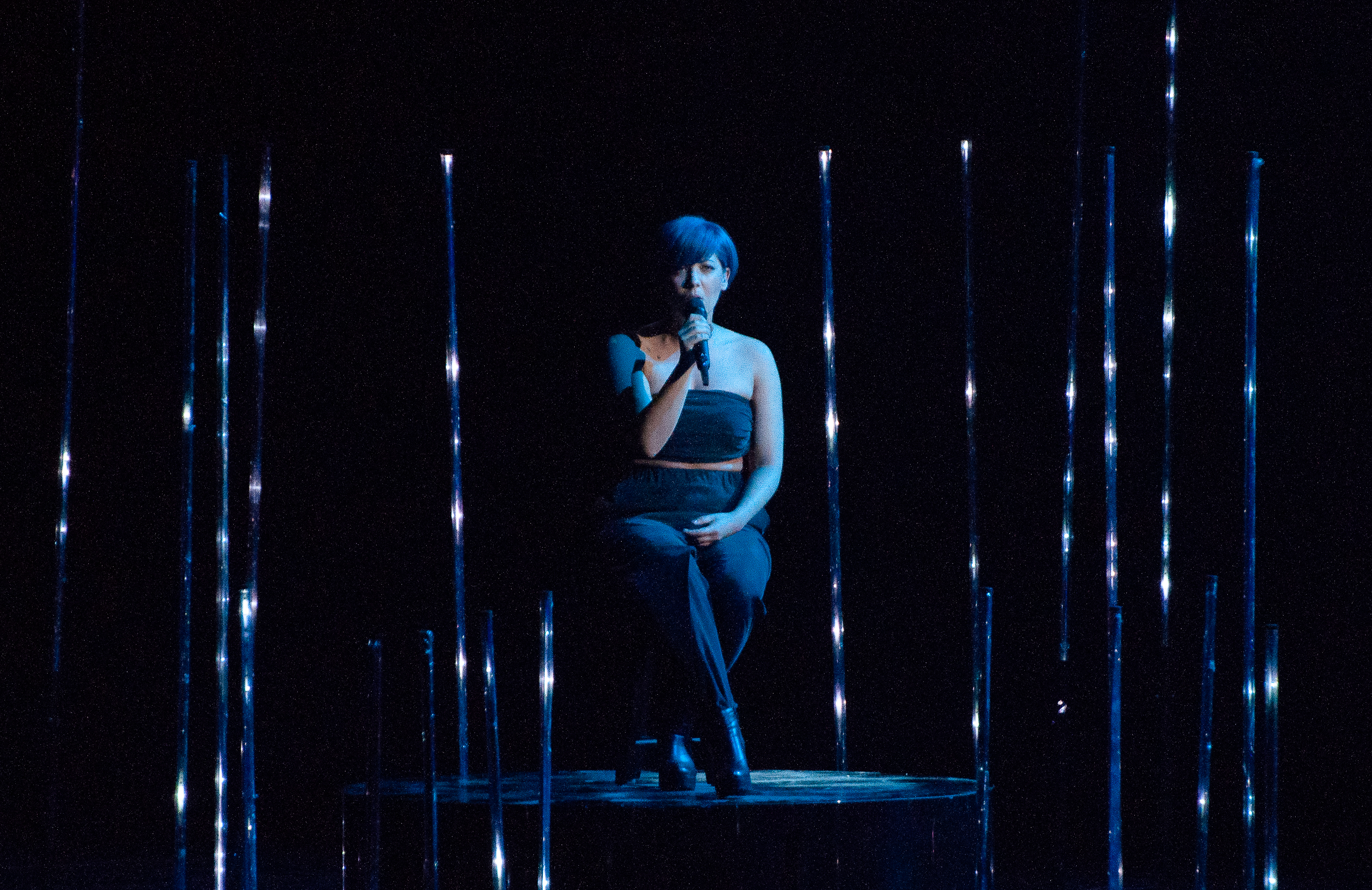
Pænda tijdens de repetities in Tel Aviv.

Oostenrijk nam deel aan het Eurovisiesongfestival 2019 in Tel Aviv, Israël. Het was de 52ste deelname van het land aan het Eurovisiesongfestival. ORF was verantwoordelijk voor de Oostenrijkse bijdrage voor de editie van 2019.

## Selectieprocedure
Tijdens de radioshow Ö3-Wecker maakte de Oostenrijkse openbare omroep bekend dat zangeres PÆNDA naar Tel Aviv zou afzakken met het nummer Limits. Net als voorgaande jaren koos de omroep voor een interne selectie. Het nummer werd aan het grote publiek gepresenteerd op 8 maart 2019.

## In Tel Aviv
Oostenrijk trad aan in de tweede halve finale, op donderdag mei 2019. Pænda was als tiende van achttien artiesten aan de beurt, net na John Lundvik uit Zweden en gevolgd door Roko uit Kroatië. De peilingen voorafgaand aan het songfestival voorspelden weinig goeds voor de inzending, en dat bleek inderdaad te kloppen: de zangeres strandde op de 17de plaats en kwalificeerde zich niet voor de finale. Het was de eerste keer sinds 2013 dat Oostenrijk in de halve finale werd uitgeschakeld.
1957 · 1958 · 1959 · 1960 · 1961 · 1962 · 1963 · 1964 · 1965 · 1966 · 1967 · 1968 · 1969-1970 · 1971 · 1972 · 1973-1975 · 1976 · 1977 · 1978 · 1979 · 1980 · 1981 · 1982 · 1983 · 1984 · 1985 · 1986 · 1987 · 1988 · 1989 · 1990 · 1991 · 1992 · 1993 · 1994 · 1995 · 1996 · 1997 · 1998 · 1999 · 2000 · 2001 · 2002 · 2003 · 2004 · 2005 · 2006 · 2007 · 2008-2010 · 2011 · 2012 · 2013 · 2014 · 2015 · 2016 · 2017 · 2018 · 2019 · 2020 · 2021 · 2022 · 2023 · 2024 · 2025
Albanië · Armenië · Australië · Azerbeidzjan · België · Cyprus · Denemarken · Duitsland · Estland · Finland · Frankrijk · Georgië · Griekenland · Hongarije · Ierland · IJsland · Israël · Italië · Kroatië · Letland · Litouwen · Malta · Moldavië · Montenegro · Nederland · Noord-Macedonië · Noorwegen · Oostenrijk · Polen · Portugal · Roemenië · Rusland · San Marino · Servië · Slovenië · Spanje · Tsjechië · Verenigd Koninkrijk · Wit-Rusland · Zweden · Zwitserland